# Koradathalgur, Mudigere
Koradathalgur là một làng thuộc tehsil Mudigere, huyện Chikmagalur, bang Karnataka, Ấn Độ.